# Zhang Xi (siatkarka)
Zhang Xi (chiń. trad. 张 希, ur. 19 kwietnia 1985 w Nantong) – chińska siatkarka plażowa, medalistka igrzysk olimpijskich.

## Życiorys
Zhang w World Tour wystąpiła po raz pierwszy w 2002. Od 2004 grała w parze z Xue Chen, z którą zdobyła złoty medal podczas igrzysk azjatyckich 2006 w Doha. Obie reprezentowały ChRL podczas igrzysk olimpijskich 2008 w Pekinie. W fazie grupowej wszystkie spotkania, a następnie wygrały z Kubankami (Larrea / Fernández) w 1/8 i Amerykankami (Branagh / Youngs) w 1/4 finału. W półfinale uległy swoim rodaczkom Wang i Tian. W pojedynku o trzecie miejsce pokonały brazylijską parę Antunes / Ribeiro. Na igrzyskach azjatyckich 2010 w Kantonie Chinki powtórzyły sukces sprzed czterech lat. W następnym roku zdobyły brąz na rozgrywanych w Rzymie mistrzostwach świata.
Zhang i Xue ponownie wystąpiły na igrzyskach olimpijskich w 2012, w Londynie. Do fazy pucharowej awansowały z dwoma zwycięstwami i porażką. W 1/8 pokonały rosyjską parę Birłowa / Ukołowa, a w 1/4 austriacką Schwaiger / Schwaiger. W półfinale przegrały z Amerykankami Walsh Jennings i May-Treanor, a w meczu o brąz z reprezentantkami Brazylii Felisbertą i Françą. Podczas zorganizowanych w Starych Jabłonkach mistrzostwach globu chińska para tryumfowała.